# Johann Kurzbauer
Johann Kurzbauer (* 11. Juni 1943 in Raipoltenbach, Niederösterreich) war von 1994 bis 2006 Abgeordneter zum Nationalrat für die Österreichische Volkspartei (ÖVP) und von Frühling 1995 bis 23. Oktober 2007 Bürgermeister von Neulengbach. Er ist Vereinspräsident der Wienerwald Initiativ Region.

## Biografie
Kurzbauer ist verheiratet und hat 6 Kinder. Nach Schul- und landwirtschaftlicher Ausbildung übernahm er die elterliche Landwirtschaft im Jahr 1963. Im zweiten Bildungsweg Ausbildung im Bankenbereich ab 1971. Ab 1982 Geschäftsleiter der Raiffeisenbank Böheimkirchen-Kasten-Pyhra.

## Politische Funktionen im Nationalrat
Bis zur 22. Legislaturperiode war Johann Kurzbauer Mitglied in folgenden Ausschüssen:
- Ständiger gemeinsamer Ausschuss im Sinne des § 9 des Finanz-VerfassungsG 1948: 20. Dezember 2002 bis 29. Oktober 2006
- Budgetausschuss: 13. Januar 2003 bis 29. Oktober 2006
- Ausschuss für Petitionen und Bürgerinitiativen: 22. Jänner 2003 bis 29. Oktober 2006
- Ausschuss für Land- und Forstwirtschaft: 25. Februar bis 17. März 2003
- Ausschuss für Wissenschaft und Forschung: 25. Februar 2003 bis 29. Oktober 2006
- Bautenausschuss: 25. Februar 2003 bis 29. Oktober 2006
- Industrieausschuss: 25. Februar 2003 bis 29. Oktober 2006
- Ständiger Unterausschuss des Budgetausschusses: 25. Februar 2003 bis 29. Oktober 2006

Weiters war er Ersatzmitglied in folgenden Ausschüssen:
- Rechnungshofausschuss: 22. Januar 2003 bis 29. Oktober 2006
- Justizausschuss: 25. Februar 2003 bis 29. Oktober 2006

## Bürgermeister von Neulengbach
Als Bürgermeister verwirklichte Johann Kurzbauer unter anderem in Neulengbach folgende Projekte:
- Abwasserentsorgung
- Wasserversorgung und Sanierung des Wasserleitungsnetzes
- Hochwasserschutz
- Park-and-Ride-Anlage
- Errichtung des ersten Oberstufenrealgymnasiums
- Neuerrichtung, Umbau bzw. Sanierung diverser Feuerwehrhäuser, Kindergärten, Schulen sowie Friedhöfe
- Errichtung der Buchbergwarte
- Neubau des Wienerwaldstadions